# Иконописная мастерская Киево-Печерской лавры
Иконописная школа Киево-печерской лавры издавна была центром древнерусской живописи. Основана Алипием Печерским в начале XII столетия.
Согласно летописям и Киево-Печерский патерику иконописная и малярная мастерская Киево-Печерской лавры была основана в конце XII века и вскоре стала выдающимся центром иконописи Киевской Руси. Профессиональная художественная школа возникла здесь, однако, лишь в конце XVII века. В разные годы мастерскую возглавляли Иван (Максимович) и Феоктист Павловский (1724-44), Алимп Галик (1744-55), итальянские художники В.Фредериче (с 1755), Захария Голубовский (с 1763). Обучение проводилось в изолированных кельях, учащиеся и монахи-иконописцы были отделены друг от друга. Известными иконописцами школы были Фёдор Ааронский, Степан Горошенко, Николай Данилевский, Григорий Маляренко и Феоктист Павловский. В 1860 году мастерскую возглавил художник, академик живописи Афанасий Ефимович Рокачевский.
Лаврская иконописная школа фактически выполняла в Киеве ту же роль, которую в Петербурге играла Императорская Академия художеств. С иконописной школой связаны имена известных мастеров, таких как Николай Мурашко и Иван Ижакевич.

## Здание иконописной мастерской
Здание иконописной мастерской — памятник архитектуры XIX столетия, была построена в 1880—1883 годах для монастырской иконописной школы по проекту академика архитектуры В. И. Сичугова. Здание расположено на плато верхней Лавры за Трапезной церковью. Иконописные мастерские размещались на втором этаже, на первом была ключня. Двухэтажное здание в плане прямоугольное. Оформлено декоративно-фигурной кладкой и плоским орнаментом из жёлтого и красного кирпича. Мастерская имеет мансарду, встроенную в конструкцию крыши.
После революции 1917 года в здании размещалась живописная школа Народного образования Украины. В настоящее время в здании расположены творческие мастерские Союза художников Украины.